# Kvader
Kvader (tudi kuboid) je geometrijsko telo - pokončna prizma, ki ima za osnovno ploskev pravokotnik. Kvader ima 6 ploskev, 12 robov in 8 oglišč. Po 2 in 2 mejni ploskvi sta skladna in vzporedna pravokotnika. Poseben primer kvadra, ki ima vse stranice enake je kocka.